# Абелева категория
Абелева категория — категория, в которой морфизмы можно складывать, а ядра и коядра существуют и обладают определёнными удобными свойствами. Пример, который стал прототипом абелевой категории — категория абелевых групп. Теория абелевых категорий была разработана Александром Гротендиком для объединения нескольких теорий когомологий. Класс абелевых категорий замкнут относительно нескольких категорных конструкций; например, категория цепных комплексов с элементами из абелевой категории и категория функторов из малой категории в абелеву также являются абелевыми.

## Определение
Предаддитивная категория является абелевой, если:
- в ней существует нулевой объект,
- существуют все бинарные произведения и копроизведения,
- существуют все ядра и коядра,
- все мономорфизмы и эпиморфизмы нормальны.

Это определение эквивалентно следующему определению «по частям»: предаддитивная категория абелева, если она аддитивна, в ней существуют все ядра и коядра и все мономорфизмы и эпиморфизмы нормальны.
Важно, что наличие структуры абелевых групп на множествах морфизмов является следствием четырёх свойств из первого определения. Это подчёркивает фундаментальную роль категории абелевых групп в данной теории.

## Примеры
- Категория абелевых групп является абелевой. Категория конечнопорождённых абелевых групп также абелева, как и категория конечных абелевых групп.
- Если {\displaystyle R} — кольцо, то категория левых (или правых) модулей над {\displaystyle R} абелева. Согласно теореме Фрейда — Митчелла о вложении[англ.], любая малая абелева категория эквивалентна полной подкатегории категории модулей.
- Если {\displaystyle R} — нётерово слева кольцо, то категория конечнопорождённых левых {\displaystyle R}-модулей является абелевой. В частности, категория конечнопорождённых модулей над нётеровым коммутативным кольцом абелева.
- Если {\displaystyle X} — топологическое пространство, то категория пучков абелевых групп на {\displaystyle X} абелева.

## Аксиомы Гротендика
В статье Sur quelques points d’algèbre homologique Гротендик предложил несколько дополнительных аксиом, которые могут выполняться в абелевой категории {\displaystyle {\mathcal {A}}}.
- AB3) Для любого множества объектов {\displaystyle (A_{i})_{i\in I}} категории {\displaystyle {\mathcal {A}}} существует копроизведение {\displaystyle \oplus A_{i}}. Данная аксиома эквивалентна кополноте абелевой категории {\displaystyle {\mathcal {A}}}[3].
- AB4) {\displaystyle {\mathcal {A}}} удовлетворяет аксиоме AB3) и копроизведение любого семейства мономорфизмов является мономорфизмом (то есть копроизведение является точным функтором).
- AB5) {\displaystyle {\mathcal {A}}} удовлетворяет аксиоме AB3) и фильтрованные копределы[англ.] точных последовательностей точны. Эквивалентно, для любой решётки {\displaystyle (A_{i})_{i\in I}} подобъектов объекта {\displaystyle A} и любого {\displaystyle B} — подобъекта объекта {\displaystyle A} верно, что {\displaystyle \sum (A_{i}\cap B)=\sum (A_{i})\cap B.}

Аксиомы AB3*), AB4*) и AB5*) получаются из приведённых выше аксиом как двойственные им (то есть заменой копределов на пределы). Аксиомы AB1) и AB2) — стандартные аксиомы, которые выполняются в любой абелевой категории (более точно, абелева категория определяется как аддитивная категория, удовлетворяющая этим аксиомам):
- AB1) У любого морфизма существует ядро и коядро.
- AB2) Для любого морфизма {\displaystyle f:A\to B} канонический морфизм из {\displaystyle \mathrm {coim} f} в {\displaystyle \mathrm {im} f} является изоморфизмом. (Здесь {\displaystyle \mathrm {coim} f=A/\mathrm {ker} f}).

Гротендик также формулирует более сильные аксиомы AB6) и AB6*), однако не использует их в этой работе.

## История
Понятие абелевой категории было предложено Буксбаумом в 1955 году (он использовал название «точная категория») и Гротендиком в 1957 году. В то время существовала теория когомологий пучков на алгебраических многообразиях и теория когомологий групп. Эти теории определялись различно, но имели сходные свойства. Гротендику удалось объединить эти теории; обе они могут быть определены при помощи производных функторов на абелевой категории пучков и абелевой категории модулей соответственно.